# Skinnhåsan
Skinnhåsan är en sjö i Munkedals kommun i Bohuslän och ingår i Örekilsälvens huvudavrinningsområde. Sjön är 9,7 meter djup, har en yta på 0,04 kvadratkilometer och befinner sig 174 meter över havet.